# Памятники истории и культуры местного значения Лисаковска
Памятники истории и культуры местного значения города Лисаковска — отдельные постройки, здания и сооружения, некрополи, произведения монументального искусства, памятники археологии, включенные в Государственный список памятников истории и культуры местного значения города Лисаковска. Списки памятников истории и культуры местного значения утверждаются исполнительным органом региона по представлению уполномоченного органа по охране и использованию историко-культурного наследия.
В Государственном списке памятников истории и культуры местного значения города в редакции постановления акимата Костанайской области от 31 марта 2020 года числились 3 наименования, из которых 1 — градостроительства и архитектуры, 2 — памятники археологии.

## Список памятников

### Архитектура
| Номер в списке | Название                        | Изображение | Годы постройки | Местоположение                       | Пр. |
| -------------- | ------------------------------- | ----------- | -------------- | ------------------------------------ | --- |
| 1129           | Обелиск в честь 30-летия Победы |             | 1975 год       | поселок Октябрьский, улица Уральская |     |

### Археология
| Номер в списке | Название              | Изображение | Годы постройки | Местоположение                              | Пр. |
| -------------- | --------------------- | ----------- | -------------- | ------------------------------------------- | --- |
| 1130           | Могильник Лисаковский |             | эпоха бронзы   | 1 километр к западу от города Лисаковска    |     |
| 1131           | Поселение Лисаковское |             | эпоха бронзы   | 1,2 километра к западу от города Лисаковска |     |